# EL/M-2075
L'IAI EL/M 2075 è un sistema radar Airborne Early Warning and Control (AEW & C) sviluppato dalla Israel Aerospace Industries (IAI) e dalla Elta Electronics Industries di Israele. Il suo ruolo principale consiste nell'effettuare sorveglianza aerea, nella raccolta dati per permettere la supremazia aerea ed in funzioni di comando e controllo. Attualmente è in uso presso l'aeronautica militare del Cile.

## Caratteristiche
Il sistema EL/M 2075 è composto da un radar detto phased array. Il radar, solitamente montato in un apposito cupolino nella fusoliera, permette la trasmissione e la ricezione del segnale, guidando elettronicamente il fascio di onde elettromagnetiche utili per l'identificazione e la localizzazione degli obbiettivi. Questo impianto è molto diverso dai convenzionali radar di altri apparecchi AWACS, che utilizzano un'antenna rotante collegata nella parte superiore del velivolo, infatti sostituisce il rotodome con 768 elementi che hanno ciascuno la capacità di trasmissione e ricezione del segnale.

## Piattaforme

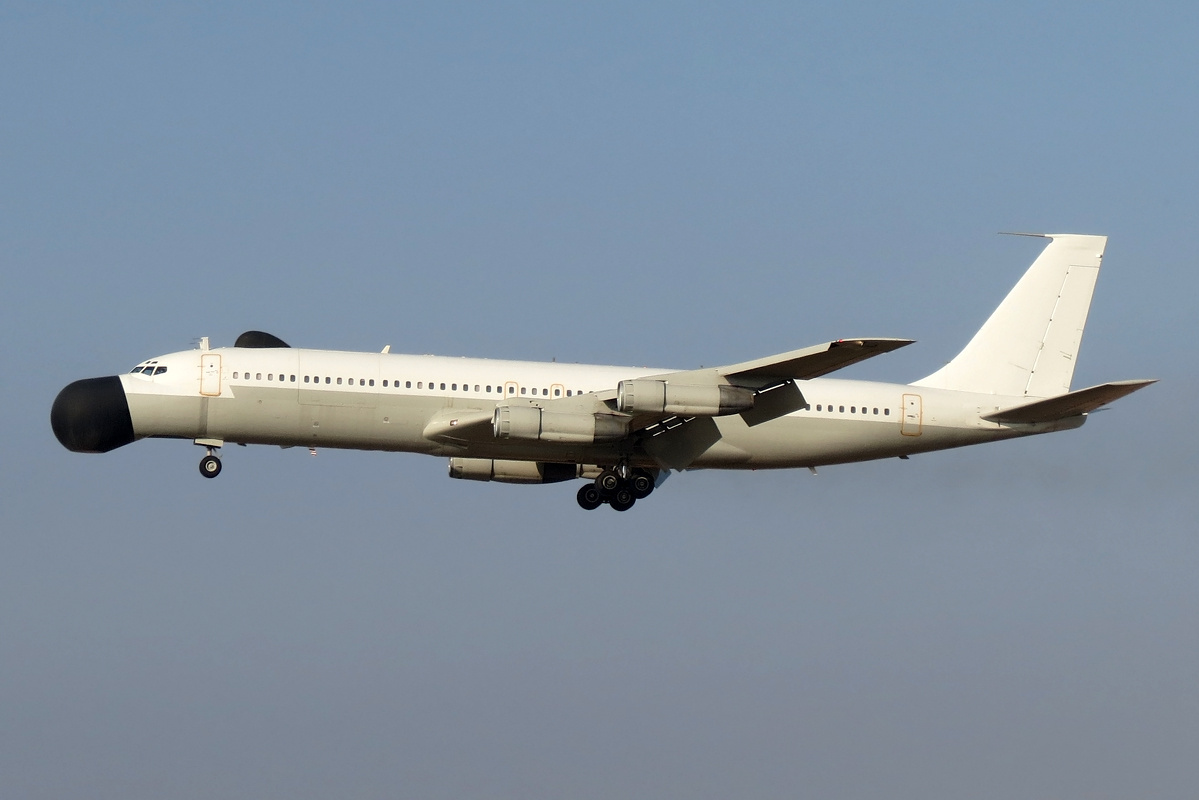
Boeing 707-344C Phalcon, Israel Air Force.

Il radar può utilizzare come piattaforma diversi velivoli come il Boeing 737 o il Boeing 747. Nel contratto stipulato con la Fuerza Aérea de Chile nel 1989, l'impianto doveva essere impiantato in un Boeing 707 radiato dalla compagnia aerea Lan Chile. Il primo volo di questo apparecchio è stato effettuato nel 1993 ed è entrato in servizio nel maggio dell'anno successivo. 
Israele ha installato lo stesso sistema in un velivolo dello stesso tipo, ma i 707 sono stati radiati dal servizio.

## Operatori
Israele
- Heyl Ha'Avir

Ritirati.
 Cile
- Fuerza Aérea de Chile

1 EB-707 in servizio dal 1995 al 2022.